# Berlin (album, Lou Reed)
Berlin je třetí sólové studiové album amerického rockového kytaristy Lou Reeda, vydané v roce 1973 u RCA Records. Album produkoval Bob Ezrin, který, mimo jiné, také spolupracoval s Pink Floyd nebo s Alicem Cooperem.

## Seznam skladeb
Všechny skladby jsou dílem Lou Reeda.

### Strana1
1. „Berlin“ – 3:23
2. „Lady Day“ – 3:40
3. „Men of Good Fortune“ – 4:37
4. „Caroline Says I“ – 3:57
5. „How Do You Think It Feels“ – 3:42
6. „Oh, Jim“ – 5:13

### Strana2
1. „Caroline Says II“ – 4:10
2. „The Kids“ – 7:55
3. „The Bed“ – 5:51
4. „Sad Song“ – 6:55

## Sestava
- Lou Reed – zpěv, akustická kytara
- Bob Ezrin – piáno, mellotron
- Michael Brecker – tenor saxofon
- Randy Brecker – trubka
- Jack Bruce – baskytara
- Aynsley Dunbar – bicí
- Steve Hunter – elektrická kytara
- Tony Levin – baskytara
- Allan Macmillan – piáno
- Gene Martynec – akustická kytara, syntezátor, zpěv, baskytara
- Jon Pierson – bas pozoun
- Dick Wagner – doprovodný zpěv, elektrická kytara
- Blue Weaver – piáno
- B. J. Wilson – bicí
- Steve Winwood – varhany, harmonium